# Стансельга
Стансельга — деревня в Вытегорском районе Вологодской области.
Входит в состав Анхимовского сельского поселения, с точки зрения административно-территориального деления — в Анхимовский сельсовет.
Расположена на берегу Ежозера. Расстояние по автодороге до районного центра Вытегры — 50 км, до центра муниципального образования посёлка Белоусово — 40 км. Ближайшие населённые пункты — Бараново, Ежезерский Погост, Замошье.
По данным переписи в 2002 году постоянного населения не было.